# Asystasia crispata
Asystasia crispata är en akantusväxtart som beskrevs av George Bentham. Asystasia crispata ingår i släktet Asystasia och familjen akantusväxter. Inga underarter finns listade i Catalogue of Life.